# Ebalia edwardsii
Ebalia edwardsii is een krabbensoort uit de familie van de Leucosiidae. De wetenschappelijke naam van de soort is voor het eerst geldig gepubliceerd in 1838 door Costa.